# Blechnum novae-zelandiae
Blechnum novae-zelandiae es una especie de helecho de la familia Blechnaceae. Es originaria de Nueva Zelanda, donde a menudo se pueden encontrar cada vez más en los suelos de arcilla, en taludes y bordes de carreteras.

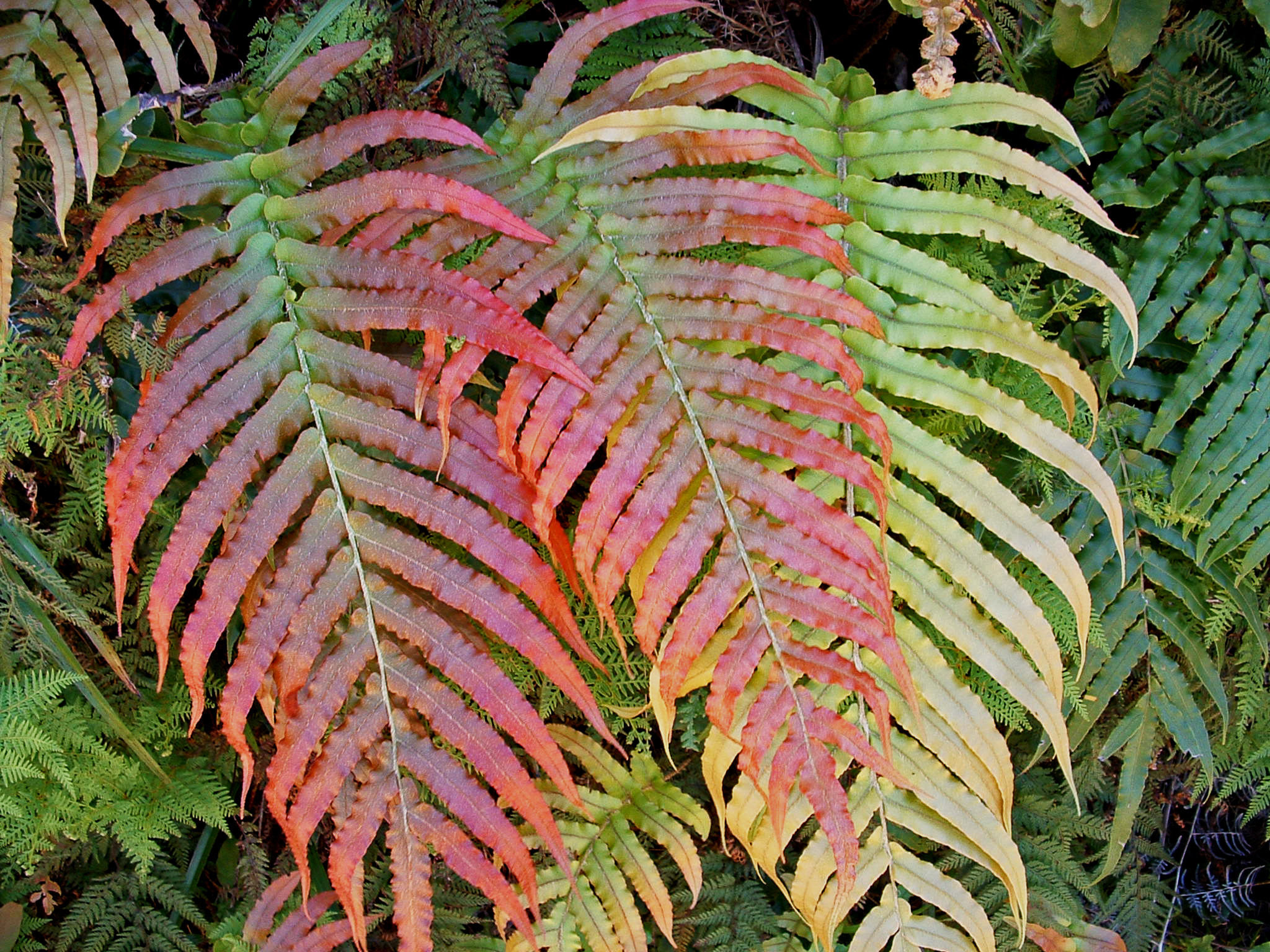
Frondas jóvenes

## Descripción
B. novae-zelandiae tiene frondas largas que crecen hasta 2 metros de largo por 50 cm de ancho. Son de color rosa cuando son nuevos y a medida que envejecen, se vuelven verdes y se oscurecen.

## Taxonomía
Blechnum novae-zelandiae fue descrita por T.C.Chambers & P.A.Farrant  y publicado en New Zealand J. Bot. 36(1): 8 (1998). 1998